# 高野直子 (声優)
高野 直子（たかの なおこ、1968年6月16日 - ）は、日本の女性声優、ナレーター。東京都出身。シグマ・セブン所属。法政大学社会学部卒業。

## 来歴・人物
高校卒業後、OLを経てウグイス嬢などのアルバイトをしつつ声優養成学校に通い、1996年に『VS騎士ラムネ&40炎』のチェロ役でデビュー。同年、『機動戦艦ナデシコ』のメグミ・レイナード役で知名度が一気に上昇した。
1999年発売の『ときめきメモリアル2』の寿美幸役で人気を博す。以降、アニメーションのほかにナレーターなどでも活躍している。また、2003年に『ときめきメモリアル2』で共演した村井かずさとのユニット「Waffle☆ら・めーる」を結成。コナミからCDを発売した。
大学時代はチアリーディング部に所属。かつてHPのTOPにチアリーダーの格好をした本人のイラストが載っていた。趣味はラーメンの食べ歩きで、旅先では必ずその土地の美味しいラーメン屋を訪れるという。プロ野球は大の巨人ファンであり、ブログで頻繁に巨人の話題を添えている。原辰徳監督とグータッチをしたこともある。
声を主とした仕事であることから、同じく声の仕事であるアナウンサーの高野直子と混同されることがある。

## 出演
太字はメインキャラクター。

### テレビアニメ
1996年
- 機動戦艦ナデシコ（1996年 - 1997年、メグミ・レイナード）
- VS騎士ラムネ&40炎（少女A、女の子B、チェロ、子供A、女生徒B、先輩巫女A）

1997年
- クレヨンしんちゃん（リサ・グレース）
- 少女革命ウテナ（脇谷愛子、女生徒C、女子部員A 他）

1998年
- 快傑蒸気探偵団 TV ANIMATION SERIES（リンリン）
- デビルマンレディー（多香絵、少女）
- よいこ（中山）

1999年
- KAIKANフレーズ（沙希）

2000年
- 学校の怪談（かずみ）
- GREGORY HORROR SHOW-THE LAST TRAIN-（トラップマウス1号）
- ゲートキーパーズ（近衛かおる）
- 幻想魔伝 最遊記（冬華）

2001年
- こみっくパーティー（友野ちなみ）
- フィギュア17 つばさ&ヒカル（伊藤典子）

2002年
- キディ・グレイド（カプリス）
- 東京アンダーグラウンド（エミリア・ルナリーフ）
- ペコラ（2002年 - 2003年、ココ）

2004年
- あたしンち（2004年 - 2006年、女子A、ヨーコリン、女子A）
- B-伝説! バトルビーダマン（2004年 - 2005年、大輪ミエ、スリーにゃみーごズB、スクルメタ） - 2シリーズ
- モンキーターン（青島優子） - 2シリーズ

2005年
- ドラえもん（テレビ朝日版第2期）（2005年 - 2010年、女の子B、悦子）
- 名探偵コナン（2005年 - 2006年、片岡れんげ、八島光枝）

2006年
- 夜明け前より瑠璃色な-Crescent Love-（遠山翠）

2010年
- 祝福のカンパネラ（シェリー・メイクラフト）

2013年
- Fate/kaleid liner プリズマ☆イリヤ（2013年 - 2016年、マジカルルビー） - 4シリーズ

### 劇場アニメ
- 機動戦艦ナデシコ -The prince of darkness-（1998年、メグミ・レイナード）
- ガラスの花と壊す世界（2016年、ドロシーの母）
- 劇場版 Fate/kaleid liner プリズマ☆イリヤ（2017年 - 2021年、マジカルルビー[19]） - 2作品[一覧 4]

### OVA
1996年
- 宝魔ハンターライム（母）

1997年
- 同窓会 Yesterday Once More（秋山みどり）
- VS騎士ラムネ&40 FRESH（スー）

1999年
- 倒凶十将伝（追儺）

2001年
- 倒凶十将伝 封魔五行伝承（追儺）

2002年
- ゲートキーパーズ21（伊藤なおこ）
- ふたりエッチ（河田梨香）

2003年
- 機動新撰組 萌えよ剣（清家真琴）
- ジャングルはいつもハレのちグゥFINAL（リタ）

2005年
- イリヤの空、UFOの夏（浅羽夕子）

2011年
- カーニバル・ファンタズム（琥珀）
- 祝福のカンパネラ OVA（シェリー・メイクラフト）

2014年
- Fate/kaleid liner プリズマ☆イリヤ（2014年 - 2019年、ルビー / マジカルルビー） - 原作第4部コミックス第4・6巻オリジナルアニメ付きBD限定版、OVA『プリズマ☆ファンタズム』

### ゲーム
1997年
- 機動戦艦ナデシコ 〜やっぱり最後は「愛が勝つ」?〜（メグミ・レイナード）
- VS雀士ブランニュースターズ（堂本真紀）
- 無人島物語R（藤岡美帆）

1998年
- 機動戦艦ナデシコ The blank of 3years（メグミ・レイナード）
- 少女革命ウテナ いつか革命される物語（脇谷愛子）

1999年
- 機動戦艦ナデシコ NADESICO THE MISSION（メグミ・レイナード）
- ときめきメモリアル2（寿美幸）
- パワードール3（アニー・ウィルキンス、モニカ・アジェンデ）

2000年
- RPGツクール2000 サンプルゲーム「花嫁の冠」（リリー）
- ヘキサムーン・ガーディアンズ（ルーン）
- 麻雀やろうぜ!2（律見江ミエ）

2002年
- 機動新撰組 萌えよ剣（清家真琴）
- スーパーロボット大戦IMPACT（メグミ・レイナード）
- Braveknight 〜リーヴェラント英雄伝〜（テス＝アールグレイ）
- MELTY BLOOD（琥珀）

2003年
- アヴァロンの鍵（ローザ）

2004年
- 青い涙（志水彩）
- MELTY BLOOD Re・ACT（琥珀）

2005年
- MELTY BLOOD Act Cadenza（琥珀）

2006年
- サモンナイト4（ミント）
- マブラヴ オルタネイティヴ（イリーナ・ピアティフ）
- 夜明け前より瑠璃色な-Brighter than dawning blue-（2006年 - 2009年、遠山翠） - 2作品

2007年
- フェイト/タイガーころしあむ（カレイドステッキ）
- マブラヴ ALTERED FABLE（イリーナ・ピアティフ）
- MELTY BLOOD Actress Again（琥珀）

2008年
- スーパーロボット大戦A PORTABLE（メグミ・レイナード）
- フェイト/タイガーころしあむ アッパー（マジカルアンバー / カレイドステッキ）

2010年
- 夜明け前より瑠璃色な PORTABLE（遠山翠）
- 祝福のカンパネラ Portable（シェリー・メイクラフト）
- MELTY BLOOD Actress Again Current Code（琥珀）

2011年
- 乙女はお姉さまに恋してるPortable 2人のエルダー（烏橘沙世子）

2014年
- Fate/kaleid liner プリズマ☆イリヤ（マジカルルビー）
- Fate/hollow ataraxia（マジカルルビー）

2015年
- スーパーロボット大戦BX（メグミ・レイナード）

2016年
- Fate/Grand Order / Arcade（2016年 - 2020年、マジカルルビー） - 2作品

### ビデオ
- 機動戦艦ナデシコ［特別先行編］ 「Belle Equipe」へようこそ
- 機動戦艦ナデシコ［特別先行編］ 「機動戦艦ナデシコ それから」
- ときめきメモリアル SUPER LIVE DVD
- ときめきメモリアル SUPER LIVE 2 DVD

### ラジオ
- MARIVE FRIDAY JAM〜DELICIOUS MORNING〜（bayfm：リポーター）

### ドラマCD・カセット
時期不明
- メガブレイド（有村みゆき）
- 遊撃宇宙戦艦ナデシコ（メグミ・レイナード）

1996年
- アニメイトカセットコレクション VS騎士ラムネ&40炎 トキメキトライアル 熱血先生のハートを狙え（女生徒）

1997年
- アニメイトカセットコレクション 機動戦艦ナデシコ 「ナデシコ対ゲキ・ガンガー対宇宙人」……って、オイ!?（メグミ・レイナード）

1998年
- アニメイトカセットコレクション 機動戦艦ナデシコ 2 ナデシコ・ばらえてい（仮題）（メグミ・レイナード）

2000年
- 機動戦艦ナデシコ（メグミ・レイナード）
  - お洒落倶楽部
  - 特別編〜The prince of darkness〜

- ゲートキーパーズ 地球防衛外伝2「平和の歌を守り抜け!」（近衛かおる）
- ドラマCD ときめきメモリアル2（寿美幸）

2002年
- candy store「嘘つきなキス」（ユキト）
- ドラマCD ワイルドアームズ 2ndイグニッション オリジナルドラマ（エイミー・フェアチャイルド）

2003年
- 魔探偵ロキ（大島玲也）

2007年
- アーネンエルベの一日（琥珀）
- いつでも召喚!サモンナイト4 Vol.1、2（ミント）

2008年
- 月光のカルネヴァーレ ドラマCD 「狂乱のコンプレアンノ -COMPLEANNO DELLA PAZZIA-」（アンナ）

2010年
- まほうつかいの箱 〜沈黙のルビーアルマゲインパクト〜（マジカルルビー）※『月刊コンプエース』2010年12月号付録

2011年
- Fate/kaleid liner プリズマ☆イリヤ ツヴァイ!（マジカルルビー）
  - 単行本第4巻限定版付属ドラマCD
  - TYPE-MOON10周年記念ドラマCD（feat.カーニバル・ファンタズム）「イリヤエ・ロボマエ」（マジカルルビー、琥珀）※『月刊コンプエース』2011年12月号付録

2013年
- コハエースシリーズ（琥珀ちゃん）
  - コハトーーク ※『コンプティーク』2013年10月号付録
  - TYPE-MOON×ロードス島戦記 コンプはじめて物語※『コンプティーク』2013年12月号付録

### 吹き替え
- ノーラ・ジョイス 或る小説家の妻

### ナレーション
- シナモン
- スーパーJチャンネル
- ナミダメ
- 深夜の星 ロシアンカーナビでGO!
- ネプ中
- マーメイドコレクション
- オーダーマニア
- 残り物deエコレシピ
- ナナクロ7
- モト冬樹の笑店街-J:COMチャンネル

### その他コンテンツ
- CM まんが4コマKINGSぱれっと/まんがぱれっとLite

## ディスコグラフィ

### シングル
|     | 発売日         | タイトル     | 規格品番  |
| --- | -------------- | ------------ | --------- |
| 1st | 2002年1月23日  | Pure★Angel   | BZCM-5003 |
| 2nd | 2005年12月22日 | Pure★Angel 2 |           |

### その他参加楽曲
| 発売日         | タイトル                                      | 名義              | 楽曲                                             | 備考 |
| -------------- | --------------------------------------------- | ----------------- | ------------------------------------------------ | ---- |
| 2003年12月27日 | Waffle☆ら・めーる〜「ら・めーる」へようこそ〜 | 高野直子          | 「こころのシーン」                               |      |
| 2003年12月27日 | Waffle☆ら・めーる〜「ら・めーる」へようこそ〜 | Waffle☆ら・めーる | 「ら・めーるへようこそ♪」 「それじゃだめーる！」 |      |

### キャラクターソング
| 発売日   | タイトル                                                                  | 名義 | 楽曲                                            | 備考                                                                                     |
| 1999年   | 1999年                                                                    | 1999年 | 1999年                                          | 1999年                                                                                   |
| -------- | ------------------------------------------------------------------------- | --- | ----------------------------------------------- | ---------------------------------------------------------------------------------------- |
| 7月7日   | ゲートキーパーズ1970                                                      | フォークイントルーダーズ | 「サイケデリックでGO!GO!」                      | ゲーム『ゲートキーパーズ』挿入歌                                                         |
| 12月17日 | ゲートキーパーズ ボーカルアルバム                                         | 近衛かおる（高野直子） | 「恋のVoltage・∞」                              | ゲーム『ゲートキーパーズ』関連曲                                                         |
| 2000年   |                                                                           | |                                                 |                                                                                          |
| 9月20日  | ゲートキーパーズ SPIRITS                                                  | 朝霧麗子（飯塚雅弓）、近衛かおる（高野直子） | 「恋はDAN・DAN」                                | テレビアニメ『ゲートキーパーズ』関連曲                                                   |
| 10月4日  | ときめきメモリアル2 Blooming Stories1 寿美幸                              | 寿美幸（高野直子） | 「ふぇあ・あ〜・うぃ・ご〜いん？」              | ゲーム『ときめきメモリアル2 Substories Dancing Summer Vacation』寿美幸エンディングテーマ |
| 10月4日  | ときめきメモリアル2 Blooming Stories1 寿美幸                              | 寿美幸（高野直子） | 「HAMATTA!!」 「恋するDolly」                   | ゲーム『ときめきメモリアル2 Substories』関連曲                                           |
| 12月23日 | ときめきメモリアル2 ボーカルトラックス                                    | 寿美幸（高野直子） | 「大吉頂戴! -はっぴぃちょーだい-」              | ゲーム『ときめきメモリアル2』関連曲                                                      |
| 2001年   |                                                                           | |                                                 |                                                                                          |
| 8月29日  | ときめきメモリアル2 ボーカルトラックス4                                   | 寿美幸（高野直子）、一文字茜（野村真弓）、赤井ほむら（くまいもとこ） | 「Go girl! Go!」                                | ゲーム『ときめきメモリアル2』関連曲                                                      |
| 2002年   |                                                                           | |                                                 |                                                                                          |
| 8月29日  | ときめきメモリアル2 ボーカルトラックス5                                   | 寿美幸（高野直子） | 「未来星」                                      | ゲーム『ときめきメモリアル2』関連曲                                                      |
| 8月29日  | ときめきメモリアル2 ボーカルトラックス5                                   | Hibikino Happy Bells | 「Ringings go on forever」                      | ゲーム『ときめきメモリアル2』関連曲                                                      |
| 2008年   |                                                                           | |                                                 |                                                                                          |
| 9月26日  | フェイト/タイガーころしあむ アッパー オリジナルサウンドトラック           | マジカルアンバー（高野直子） | 「Try Real!（マジカルアンバー ver.long.ver.）」 | ゲーム『フェイト/タイガーころしあむ アッパー』挿入歌                                     |
| 2011年   |                                                                           | |                                                 |                                                                                          |
| 12月29日 | AUGUST 10th MEMORIAL                                                      | フィーナ（生天目仁美）、ミア（野々瀬ミオ）、朝霧麻衣（後藤麻衣）、鷹見沢菜月（氷青）、穂積さやか（黒河奈美）、リースリット（伊藤静）、遠山翠（高野直子）、エステル（結本ミチル） | 「未来パレット」                                | ゲーム『夜明け前より瑠璃色な-Brighter than dawning blue-』関連曲                         |
| 2013年   |                                                                           | |                                                 |                                                                                          |
| 10月23日 | Fate/kaleid liner プリズマ☆イリヤ キャラソンミニアルバム「Prisma☆Musica」 | マジカルルビー（高野直子） 、マジカルサファイア（松来未祐） | 「カレイドパワー・メイクアップ」                | テレビアニメ『Fate/kaleid liner プリズマ☆イリヤ』関連曲                                  |
| 2014年   |                                                                           | |                                                 |                                                                                          |
| 10月29日 | Prisma☆Love Parade Vol.1                                                  | マジカルルビー（高野直子）、マジカルサファイア（松来未祐） | 「インフィナイト☆サプライズ」                   | テレビアニメ『Fate/kaleid liner プリズマ☆イリヤ ツヴァイ!』関連曲                        |

### シリーズ一覧
1. ↑  第1期（2004年）、第2期『炎魂（ファイヤースピリッツ）』（2005年）
2. ↑  『モンキーターン』（2004年）、『モンキーターンV』（2004年）
3. ↑  第1期（2013年）、第2期『ツヴァイ！』（2014年）、第3期『ツヴァイ ヘルツ！』（2015年）、第4期『ドライ!!』（2016年）
4. ↑  第1作『雪下の誓い』（2017年）、第2作『Licht 名前の無い少女』（2021年）

### ユニットメンバー
1. ↑  高野直子、村井かずさ
2. ↑  櫻井孝宏、川澄綾子、高野直子、小西寛子、飯塚雅弓、西村ちなみ、井上喜久子、岩男潤子
3. ↑  田村ゆかり、前田千亜紀、くまいもとこ、高野直子、橘ひかり、小菅真美、山田美穂、村井かずさ、野村真弓、本井えみ、鳥井美沙、野田順子